# Epitaph Records
Epitaph Records – wytwórnia płytowa, położoną w Los Angeles w stanie Kalifornia w Stanach Zjednoczonych. Jej właścicielem jest gitarzysta zespołu Bad Religion, Brett Gurewitz.

## Historia
Na samym początku, tuż po założeniu w roku 1980, cała firma składała się "z logo i skrytki pocztowej". Sam Brett wspominał w wywiadach, że Epitaph miało jedynie wydawać płyty jego rodzimego zespołu – Bad Religion. Wytwórnia szybko jednak ewoluowała do dużego, niezależnego wydawnictwa. Sama nazwa Epitaph jest nawiązaniem do tytułu piosenki King Crimson. W latach 80. i 90. wytwórnia ta była czołowym wydawcą muzyki punkrockowej w USA i pozostaje nim nadal jednak w towarzystwie innych niezależnych wytwórni, takich jak na przykład Sub Pop, Truskill Records, Victory Records, Fat Wreck Chord Records, SST. Obecnie skupia się bardziej na wydawaniu zespołów, które tworzą szeroko pojęty hardcore punk z dominacją stylów post hardcore, emocore i metalcore. Z Epitaph powstało także wiele pomniejszych wytwórni, takich jak na przykład ANTI-, Fat Possum Records czy Hellcat Records. Epitaph od lat współpracuje ze szwedzką wytwórnią punkową Burning Heart Records.
W roku 1987 Epitaph wydało pierwszą płytę, która nie była krążkiem Bad Religion. Był to debiutancki longplay zespołu L7, którego tytułem była nazwa kapeli. Dystrybucją zajęła się zewnętrzna firma – Chameleon. Pierwszym albumem, który był przez Epitaph zarówno wydany jak i rozprowadzany, jest płyta Suffer zespołu Bad Religion.
W świecie punk rocka wytwórnia osiągnęła prawdziwy sukces w latach 90., kiedy to takie zespoły jak NOFX, Rancid czy The Offspring nagrały swe bestsellerowe płyty. Był to bardzo znaczący rok dla nurtu kalifornijskiego punka; Rancid wystąpił wtedy w bardzo znanym programie Saturday Night Live z takimi piosenkami, jak "Ruby Soho" i "Roots Radicals". The Offspring wkrótce zmieniło wytwórnię na Columbia Records, jednak prawa do świetnie sprzedającego się albumu Smash nadal znajdowały się w rękach Epitaph. Z tego też powodu łączna sprzedaż tego krążka wyniosła niemal 11 milionów kopii na całym świecie. Jest to rekord sprzedaży albumu, wydanego przez niezależną wytwórnię.
W roku 2003 Epitaph wywołało pewne kontrowersje, podpisując kontrakt z wykonawcami alternatywnego rapu takimi jak Atmosphere i Sage Francis a także z artystami wykonującymi muzykę power violence/noise/grindcore – The Locust. Zaczęto wtedy dyskutować o samej naturze muzyki punkowej. Niemniej wydaje się, że Epitaph przestało być wytwórnią stricte punkową. W 2007 roku Brett Gurewitz podpisał kontrakt z Kanadyjskim raperem Cadence Weapon.
Mimo że zespół Bad Religion był motorem do założenia wytwórni, w roku 1994 podpisał on umowę z firmą Atlantic (oddział Sony). Pierwszym krążkiem, który ukazał się pod szyldem innego wydawnictwa, była płyta Stranger Than Fiction. Jednocześnie z zespołem rozstał się Brett Gurewitz, który mógł teraz poświęcić cały wolny czas swej wytwórni. Bad Religion znalazł nowego gitarzystę w osobie Briana Bakera. W roku 2001 Brett Gurewitz powrócił do zespołu, a Bad Religion wróciło pod skrzydła rodzimej wytwórni. Od tego czasu Epitaph wydało pięć płyt Bad Religion: The Process Of Belief (2001), The Empire Strikes First (2004), New Maps Of Hell (2007), The Dissent Of The Man (2010) oraz True North (2013).
W styczniu roku 2001 Brett przyznał w jednym z wywiadów, że są ludzie, którzy oferują mu 50 do 100 milionów dolarów za sprzedanie połowy udziałów jego firmy. Żadna z tych ofert nie została jednak przez Gurewitza przyjęta.
W połowie roku 2005 Epitaph zostało wpisane na listę członków organizacji RIAA (Recording Industry Association of America) wraz z kilkoma innymi, dużymi wytwórniami. Powód przyłączenia się do tej organizacji jest niejasny. Niektórzy sugerują, że powodem mogła być chęć walki z piractwem, jakie szerzy się w sieciach P2P. Inne źródło mówi o tym, że Epitaph chce mieć dostęp do takich wyróżnień jak złota czy platynowa płyta. Niemniej, pojawiły się kontrowersje. Niektórzy uważają, że Epitaph nie może być już postrzegane jako wytwórnia niezależna, jeśli wstąpiło do takiej organizacji jak RIAA.

## Artyści obecnie związani z Epitaph
- Architects
- Atmosphere
- Bad Religion
- Beatsteaks
- The Bouncing Souls
- Busdriver
- Cadence Weapon
- Converge
- The Coup
- Danger Doom
- The Draft
- Escape the Fate
- arewell
- Gallows
- Heavens
- Heideroosjes
- The Higher
- I Am Ghost
- The Locust
- The Matches
- Millencolin
- Motion City Soundtrack
- Our Last Night
- Parkway Drive
- Pennywise
- Pulley
- Rancid
- The Robocop Kraus
- Sage Francis
- SoliLLaquists of Sound
- Some Girls
- The Sound of Animals Fighting
- Story of the Year
- Tiger Army
- Vanna
- The Weakerthans
- Youth Group
- Bring Me the Horizon
- I Set My Friends on Fire
- Falling in Reverse

## Artyści związani z Epitaph w przeszłości
- 1208
- 98 Mute
- 59 Times the Pain
- Agnostic Front
- ALL
- The Black Keys
- Bombshell Rocks
- Bring Me The Horizon
- The Business
- Claw Hammer
- Coffin Break
- The Cramps
- Dag Nasty
- Daredevils
- Day of Contempt
- Death by Stereo
- The Descendents
- Deviates
- DFL
- Dillinger Escape Plan
- The Distillers
- Division of Laura Lee
- Down by Law
- Downset
- Dropkick Murphys
- The Dwarves
- Error
- From First to Last
- Penis Mobile
- Gas Huffer
- Guttermouth
- H2O
- Hell Is for Heroes
- The Hives
- Hot Water Music
- Humpers
- I Against I
- Ikara Colt
- Insted
- The (International) Noise Conspiracy
- The Joykiller
- Wayne Kramer
- L7
- Little Kings
- Madball
- Matchbook Romance
- Midget Handjob
- New Bomb Turks
- NOFX
- The Offspring
- Osker
- Pete Philly and Perquisite
- The Pietasters
- Poison Idea
- Raised Fist
- Randy
- Red Aunts
- Refused
- Rich Kids on LSD
- Rontastic
- Ruth Ruth
- Satanic Surfers
- Scatter the Ashes
- The Seeing Eye Gods
- The Special Goodness
- SNFU
- Straightfaced
- Ten Foot Pole
- Terrorgruppe
- Thelonious Monster
- Total Chaos
- Turbonegro
- Union 13
- U.S. Bombs
- The Vandals
- Vision
- Voice of a Generation
- Vonland
- Voodoo Glow Skulls
- Zeke

## Składanki wytwórni Epitaph
- Punk-O-Rama seria
- Unsound seria
- How We Rock
- Spirit of the Streets
- Epitaph / Union seria DVD, z filmami o tematyce takiej jak surfing i skateboarding